# Diagonalna matrika
Diagonalna matrika je kvadratna matrika v kateri so vsi elementi zunaj glavne diagonale enaki 0. Pri tem pa so elementi diagonale enaki nič ali pa tudi ne. 
Za matriko {\displaystyle D\,} z elementi {\displaystyle d_{ij}\,} to pomeni 
{\displaystyle d_{i,j}=0{\mbox{ kadar je }}i\neq j\qquad \forall i,j\in \{1,2,\ldots ,n\}.}.
Diagonalno matriko lahko zapišemo tudi kot
{\displaystyle a_{ij}=a_{i}\delta _{ij}\,},
kjer je 
- {\displaystyle \delta _{ij}\,} Kroneckerjeva delta.

Diagonalne matrike tudi označujemo malo drugače. Zgornjo matriko lahko zapišemo tudi kot:
{\displaystyle D=\mathrm {diag} (d_{11},d_{22,}\dots ,d_{nn})={\begin{bmatrix}d_{11}&0&\cdots &0\\0&d_{22}&\ddots &\vdots \\\vdots &\ddots &\ddots &0\\0&\cdots &0&d_{nn}\end{bmatrix}}}.
Enotska matrika je simetrična matrika.

## Zgledi
Primer diagonalne matrike
{\displaystyle D={\begin{bmatrix}d_{11}&0&\cdots &0\\0&d_{22}&\cdots &0\\\cdots &\cdots &\cdots &\cdots \\0&0&\cdots &a_{nn}\end{bmatrix}},}
Primeri nekaterih posebnih diagonalnih matrik.
Ničelna matrika
{\displaystyle ~0=\mathrm {diag} \,\{0,0,\dots ,0\}={\begin{bmatrix}0&0&\cdots &0\\0&0&\cdots &0\\\cdots &\cdots &\cdots &\cdots \\0&0&\cdots &0\end{bmatrix}},}
ter enotska matrika
{\displaystyle E=\mathrm {diag} \,\{1,1,\dots ,1\}={\begin{bmatrix}1&0&\cdots &0\\0&1&\cdots &0\\\cdots &\cdots &\cdots &\cdots \\0&0&\cdots &1\end{bmatrix}},}

## Značilnosti
- Diagonalna matrika je simetrična, ker zanjo velja

{\displaystyle D^{T}=D\,}.
- Rang diagonalne matrike je enak številu neničelnih elementov, ki se nahajajo na glavni diagonali
- Determinanta diagonalne matrike je enak zmnožku elementov na glavni diagonali.

## Skalarna matrika
Diagonalna matrika, ki ima na diagonali vse elemente enake, se imenuje skalarna matrika. Dobimo jo z množenjem skalarja z enotsko matriko. 
Primer:
{\displaystyle {\begin{bmatrix}\lambda &0&0\\0&\lambda &0\\0&0&\lambda \end{bmatrix}}.}.

## Inverzna matrika diagonalne
Diagonalna matrika
{\displaystyle \mathrm {diag} (a_{1},a_{2},...,a_{k})={\begin{pmatrix}a_{1}&0&\ldots &0\\0&a_{2}&\ddots &\vdots \\\vdots &\ddots &\ddots &0\\0&\ldots &0&a_{k}\end{pmatrix}}}
ima inverzno obliko
{\displaystyle A^{-1}={\begin{pmatrix}1/a_{1}&0&\ldots &0\\0&1/a_{2}&\ddots &\vdots \\\vdots &\ddots &\ddots &0\\0&\ldots &0&1/a_{k}\end{pmatrix}}}.

## Pravokotne matrike
Pojem diagonalna matrika lahko (zelo redko) razširimo tudi na pravokotne matrike, ki imajo {\displaystyle m\times n\,} elementov. Dva zgleda takšnih matrik:
{\displaystyle {\begin{bmatrix}1&0&0\\0&4&0\\0&0&-3\\0&0&0\\\end{bmatrix}}}
in:
{\displaystyle {\begin{bmatrix}1&0&0&0&0\\0&4&0&0&0\\0&0&-3&0&0\end{bmatrix}}.}.